# Protathlima B’ Kategorias
Protathlima B’ Kategorias (gr. Β' κατηγορία ποδοσφαίρου ανδρών Κύπρου, B klasa w piłce nożnej mężczyzn Cypru) – drugi poziom rozgrywek ligowych w piłkę nożną na Cyprze, po raz pierwszy zorganizowany w 1953 (w latach 1963-1965 rozgrywki zawieszono, a w sezonie 1958/59 nie był rozgrywany). W rozgrywkach bierze udział 14 klubów. W sezonie 2013/2014 w rozgrywkach brało udział 16 zespołów. Zostały one podzielone na dwie grupy, po 8 zespołów każda (grupy B1 i B2). Każdy zespół grał po cztery mecze z drużyną z grupy, dwa u siebie i dwa na wyjeździe, co w sumie daje 28 meczów jednego zespołu. Zwycięzca oraz druga drużyna grupy B1 awansowały do Protathlima A’ Kategorias, a cztery ostatnie zespoły z grupy zostały zdegradowane do grupy B2. Jednak w sezonie 2014/2015 został przywrócony poprzedni system rozgrywek, według której 14 drużyn grali 2 rundy. Trzy czołowe drużyny z tabeli awansują do Protathlima A’ Kategorias, a ostatnia drużyna spada do Protathlima G’ Kategorias.

## Skład ligi w sezonie 2016/2017
| Klub                   | Miasto     |
| ---------------------- | ---------- |
| Alki Oroklini          | Oroklini   |
| AO Ajia Napa           | Ajia Napa  |
| Akritas Chlorakas      | Chloraka   |
| ASIL Lisi              | Lisi       |
| ENAD Polis Chrysochous | Polis      |
| Enosis Neon Paralimni  | Paralimni  |
| Enosis Neon Pareklisia | Pareklisia |
| ENTHOI Lakatamia       | Lakatamia  |
| Ethnikos Assia         | Nikozja    |
| Olympiakos Nikozja     | Nikozja    |
| Omonia Aradipu         | Aradipu    |
| Othellos Atienu        | Atienu     |
| PAEEK                  | Kirenia    |
| Pafos FC               | Pafos      |

## Zwycięzcy rozgrywek
- 1953/1954: Aris Limassol
- 1954/1955: Nea Salamina Famagusta
- 1955/1956: Aris Limassol
- 1956/1957: Apollon Limassol
- 1957/1958: Orfeas Nikozja
- 1958/1959: nie rozgrywano
- 1959/1960: Alki Larnaka
- 1960/1961: E.N.A.O.
- 1961/1962: Panellinios Limassol
- 1962/1963: Panellinios Limassol
- 1963/1964: rozgrywki zawieszono
- 1964/1965: rozgrywki zawieszono
- 1965/1966: APOP Pafos
- 1966/1967: ASIL Lisi
- 1967/1968: Evagoras Pafos
- 1968/1969: Enosis Neon Paralimni
- 1969/1970: Digenis Morfu
- 1970/1971: APOP Pafos
- 1971/1972: Evagoras Pafos
- 1972/1973: APOP Pafos
- 1973/1974: Evagoras Pafos
- 1974/1975: APOP Pafos
- 1975/1976: ASIL Lisi
- 1976/1977: APOP Pafos
- 1977/1978: Omonia Aradipu
- 1978/1979: Keravnos Strowolos
- 1979/1980: Nea Salamina Famagusta
- 1980/1981: Evagoras Pafos
- 1981/1982: Alki Larnaka
- 1982/1983: Ermis Aradipu
- 1983/1984: Olympiakos Nikozja
- 1984/1985: Ermis Aradipu
- 1985/1986: Ethnikos Achna
- 1986/1987: APEP Picilia
- 1987/1988: Keravnos Strowolos
- 1988/1989: Evagoras Pafos
- 1989/1990: EPA Larnaka
- 1990/1991: Evagoras Pafos
- 1991/1992: Ethnikos Achna
- 1992/1993: Omonia Aradipu
- 1993/1994: Aris Limassol
- 1994/1995: Evagoras Pafos
- 1995/1996: AEP Pafos
- 1996/1997: AEL Limassol
- 1997/1998: Olympiakos Nikozja
- 1998/1999: Anagennisi Derinia
- 1999/2000: Digenis Morfu
- 2000/2001: Alki Larnaka
- 2001/2002: Nea Salamina Famagusta
- 2002/2003: Anagennisi Derinia
- 2003/2004: Nea Salamina Famagusta
- 2004/2005: APOP Kinyras Peyias
- 2005/2006: AEP Pafos
- 2006/2007: APOP Kinyras Peyias
- 2007/2008: AEP Pafos
- 2008/2009: Ermis Aradipu
- 2009/2010: Alki Larnaka
- 2010/2011: Aris Limassol
- 2011/2012: AO Ajia Napa
- 2012/2013: Aris Limassol
- 2013/2014: AO Ajia Napa
- 2014/2015: Enosis Neon Paralimni
- 2015/2016: Karmiotissa Pano Polemidia
- 2016/2017: Alki Oroklini
- 2017/2018: Enosis Neon Paralimni
- 2018/2019: Ethnikos Achna
- 2019/2020: rozgrywki przerwane z powodu pandemii COVID-19
- 2020/2021: PAEEK Kirenia
- 2021/2022: Karmiotisa FC
- 2022/2023: Othellos Atienu